# 浪漫の騎士
『浪漫の騎士』(Romantic Warrior) は、フュージョンバンドリターン・トゥ・フォーエヴァーが1976年に発表した6作目のスタジオアルバムである。アメリカのBillboard 200では35位に達し、『ビルボード』誌のジャズ・チャートでは3位、R&Bチャートでは23位に達した。

## 解説
『浪漫の騎士』は、このバンドの最高の販売記録である50万枚を最終的に売り上げた。これはこのグループがコロムビア・レコードで最初に制作したアルバムであり、そのことが売上の増加につながった可能性がある。これはまた、リターン・トゥ・フォーエヴァーの最初のジャズ・ロックアルバムであった。また、ニューヨークのレコード・プラント・スタジオの代わりに カリブ・ランチですべて録音され、最初の（クレジットに「フィーチャリング・チック・コリア」がない）リターン・トゥ・フォーエヴァーの単独アルバムであった。このアルバムは前作『ノー・ミステリー』より前衛的で、ファンク色が弱くなっている。
このアルバムの中世的なテーマは、当時の先端のプログレッシブ・ロックバンドが使用していたものと同様のテーマに触発されたものであると考えられる。このアルバムは、技術的に難しい演奏で有名である。高速のユニゾンのラインが多くの曲の中で聞かれる。
チック・コリアが最も長い曲を提供し、他のメンバーはそれぞれ1曲を作曲した。1曲目のチックの「中世序曲」は独特のメロディックなモチーフで、アルバムの残りの雰囲気を決定づけるものである。レニー・ホワイトの「女魔術師」はファンキーなリフで始まり、コリアのシンセサイザーが特色を出している。アルバムタイトル曲は、完全にアコースティックである。長いイントロの後に単一のリフからなる短いテーマが続く。各グループメンバーは、（ホワイトを除いて）長いソロを取る。最後に、拡張されたエンディングテーマでは、高速のユニゾンパターンが聞かれる。2面のアル・ディ・メオラとスタンリー・クラークの曲のユーモラスな曲調は特筆すべきである。アル・ディ・メオラの曲 「荘厳な舞踏」は、ロックのリフとディストーションの効いたリードギターの音に依存するだけでなく、高速のハープシコードのようなシンセサイザーのラインが聞き所である。クラークの「手品師」は非常に複雑な曲で、遊び心のあるメロディーと、高速のユニゾンラインが聞かれる。アルバムの最後の曲は、アルバム中で最長の曲、コリアの「道化と暴君の決闘」である。メインテーマはより伝統的なメロディであるが、それ以外は、以前の曲のスタイルを踏襲している。注目すべきは、コリアの技巧を存分に発揮したキーボードソロである。
このアルバムの後、コリアは、このグループの時代を終わりにすることを決め、次の新しいリターン・トゥ・フォーエヴァーのラインアップをクラークと続けていく。
コリアはこのアルバムを サイエントロジー教会の創立者L・ロン・ハバードに捧げた。

## 収録曲
1. 中世序曲 - "Medieval Overture" (Chick Corea) - 5:14
2. 女魔術師 - "Sorceress" (Lenny White) - 7:33
3. 浪漫の騎士 - "The Romantic Warrior" (C. Corea) - 10:50
4. 荘厳な舞踏 - "Majestic Dance" (Al Di Meola) - 5:00
5. 手品師 - "The Magician" (Stanley Clarke) - 5:27
6. 道化と暴君の決闘（パートI, II） - "Duel of the Jester and the Tyrant" (Part I & Part II) (C. Corea) - 11:27

## 参加ミュージシャン
- チック・コリア - ピアノ, ローズ・ピアノ, クラビネット, ミニ・モーグ, モーグ15, マイクロモーグ, ARPオデッセイ, オルガン, ポリモーグ, マリンバ, 打楽器
- アル・ディ・メオラ -  エレクトリック・ギター, アコースティック・ギター, ソプラノギター, ハンドベル, スライドホイッスル
- スタンリー・クラーク - アレンビック・ベース（インスタント・フランジャー付）, ピッコロベース, コントラバス,  ベル・ツリー, ハンドベル
- レニー・ホワイト - ドラムス, ティンパニ, コンガ, ティンバレス, ハンドベル, スネアドラム,  サスペンデッド・シンバル, 目覚まし時計

### その他
- デニス・マッケイ - エンジニア＆リミックス
- ウィルソン・マクリーン -カバーアート